# THE PENGUIN-ザ・ペンギン-
『THE PENGUIN-ザ・ペンギン-』（原題：THE PENGUIN）は、DCコミックスの「バットマン」に基づく2024年のアメリカ合衆国の犯罪ドラマ。バットマン映画フランチャイズのスピンオフ作品に当たるドラマで、「THE_BATMAN-ザ・バットマン-」の後日談にあたる。ゴッサム・シティの裏社会で力をつけていくペンギンこと、オズワルド・コブの姿を描く。ローレン・レフランがショーランナーを務め、DCスタジオがワーナー・ブラザース・テレビジョンと共同で制作する。
主人公のオズワルド・“オズ”・コブ / ペンギン役をコリン・ファレルが務める。その他、クリスティン・ミリオティ、レンジー・フェリーズ、ディードル・オコンネル、クランシー・ブラウンらが出演する。
放送局であるHBO Maxは 『ザ・バットマン』公開後の2022年3月に制作を始めた。監督を努めたマット・リーヴスは脚本を監修し、クリエイティブ・チームの採用にも関わった。撮影は2023年3月にニューヨークで開始されたが、2023年のハリウッド労働争議によって6月に中断。撮影は11月下旬に再開され、2024年2月に終了した。シリーズは2024年7月にHBO Maxの後継MaxからHBOに移った。また、クレイグ・ゾーベルが最初の3エピソードを監督した。
2024年9月19日にアメリカのHBOで初放送され、2024年11月10日まで8エピソードが放送された。
本作はマット・リーヴス監督による「バットバース」の2作目であり、本作品放送後に劇場用映画2本の続編と幾つかのスピンオフ作品が予定されている。

## 登場人物

### 主要人物
オズワルド・“オズ”・コブ / ペンギン
演 - コリン・ファレル、日本語吹替 - 金田明夫
犯罪組織のボスであるカーマイン・ファルコーネの右腕で、ナイトクラブ「アイスバーグ・ラウンジ」の経営者。カーマイン亡き後、自ら犯罪王へとのし上がろうとしている。ファレルは、シリーズでは『THE BATMAN-ザ・バットマン-』での登場以上に、このキャラクターの強さ、不器用さ、悪役ぶり、そして「心の中にいる傷ついた男」をさらに掘り下げていくと語っている。コミックで使われている「コブルポット」から「コブ」に短縮されているのは、制作側がより地に足のついたリアルな名前だと判断したためである。
ソフィア・ファルコーネ
演 - クリスティン・ミリオティ、日本語吹替 - 白石涼子
カーマインの娘で、アーカム・アサイラムを退院後、ゴッサム・シティの犯罪社会を支配するためにオズと戦う。サイコパスの連続殺人鬼とされている。
ヴィクター・“ヴィック“・アギラー
演 - レンジー・フェリーズ、日本語吹替 - 新祐樹
ホームレスのティーンエイジャーで、オズの運転手兼個人的な弟子となる。
ジョニー・ヴィティ
演 - マイケル・ケリー、日本語吹替 - 宮島岳史
サルバトーレ・マローニ
演 - クランシー・ブラウン、日本語吹替 - 広瀬彰勇
マフィアのボス。麻薬密売人。
フランシス・コブ
演 - ディードル・オコンネル、日本語吹替 - 一柳みる
オズの母親。
ミロシュ･グラッパ
演 - ジェームズ・マディオ、日本語吹替 - 中井和哉
ファルコーネ家の顧問。
アルベルト・ファルコーネ
演 - マイケル・ゼゲン、日本語吹替 - 日野聡
カルマインの息子で、ソフィアの弟。
イブ・カーロ
演 - カルメン・イジョゴ、日本語吹替 - 三浦冴子
セックスワーカー。オズの恋人。
カーマイン・ファルコーネ
演 - マーク・ストロング、日本語吹替 - 千葉繁
回想シーンに登場。
ナディア・マローニ
演 - ショーレ・アグダシュルー、日本語吹替 - 磯辺万沙子
サルバトーレの妻。
ルカ・ファルコーネ
演 - スコット・コーエン、日本語吹替 - さかき孝輔
カーマイン・ファルコーネの弟。
Dr.ジュリアン･ラッシュ
演 - テオ・ロッシ、日本語吹替 - 降旗雄司
アーカムの元精神科医。
ティナ・ファルコーネ
演 - テス・ソルタウ、日本語吹替 - 葉瀬ふみの
ルカの妻であり、ジョニーの愛人。
マッケンジー・ボック署長
演 - コン・オニール、日本語吹替 -姫野惠二
ゴッサム市警の署長。
マルティネス巡査
演 - ギル・ペリッツ＝アブラハム
ゴッサム市警の警察官。

## 場所
ゴッサム・シティ
ニュージャージー州に位置する、全米有数の犯罪都市。犯罪や麻薬のドロップ、清廉潔白な権力者による賄賂等の汚職によって腐敗しており、麻薬に関しては富裕層の娯楽としても愛用されている。
アーカム・アサイラム
ゴッサム・シティの触法精神障碍者病棟。多くの犯罪者が投獄されている。

## 制作
カーマインとソフィアの物語の構築においては、第35代アメリカ合衆国大統領ジョン・F・ケネディの妹ローズマリーが参考となった。ソフィアのセッティングに際しては、彼女の生い立ちを掘り下げると同時に、現実世界における制度の欠陥も反映された。
一部のキャストは映画版から変更された。うち、映画版でファルコーネを演じたジョン・タトゥーロの都合がつかなかったため、ストロングに変更された。

## トリビア
- 第4話『チェント・アンニ』にてDr.ジュリアン・ラッシュのオフィスにスケアクロウの手袋とマスクが映っている。

## エピソード
| No | タイトル                               | 監督                           | 脚本                          | 公開日         |
| -- | -------------------------------------- | ------------------------------ | ----------------------------- | -------------- |
| 1  | ゴッサムの新たな夜明け After Hours     | クレイグ・ゾベル               | ローレン・ルフラン            | 2024年9月19日  |
| 2  | スパイ Inside Man                      | クレイグ・ゾベル               | Erika L. Johnson              | 2024年9月29日  |
| 3  | ブリス Bliss                           | クレイグ・ゾベル               | ノエル・バルディビア          | 2024年10月6日  |
| 4  | チェント・アンニ Cent' Anni            | ヘレン・シェイヴァー           | John McCutcheon               | 2024年10月13日 |
| 5  | 帰還 Homecoming                        | ヘレン・シェイヴァー           | Breannah Gibson Shaye Ogbonna | 2024年10月20日 |
| 6  | ゴールド・サミット Gold Summit         | ケビン・ブレイ                 | ニック・タウン                | 2024年10月27日 |
| 7  | トップ・ハット Top Hat                 | ケビン・ブレイ                 | Vladimir Cvetko               | 2024年11月3日  |
| 8  | 悪魔か救世主か A Great or Little Thing | ジェニファー・ゲッツィンジャー | ローレン・ルフラン            | 2024年11月10日 |